# Chionoecetes
Chionoecetes — род ракообразных, обитающий в северной части Тихого и Атлантического океанов.
Chionoecetes встречаются в Северном Ледовитом океане, от Ньюфаундленда до Гренландии и к северу от Норвегии в Атлантическом океане и через Тихий океан, включая Японское море, Берингово море, залив Аляска, Нортон-Саунд и даже так далеко на юг, как Калифорния для Chionoecetes bairdi.
В 2019 году Верховный суд Норвегии постановил, что эти крабы считаются малоподвижными животными, обитающими на морском дне, и, таким образом, их добыча регулируется морским правом Организации Объединенных Наций.
Chionoecetes используются в кулинарии во всем мире. Ноги обычно подаются группами и готовятся на пару, варятся или жарятся на гриле. Они также могут использоваться в качестве ингредиента в других блюдах, таких как макароны с сыром.

## Виды
Род включает 7 видов:
- Chionoecetes angulatus Rathbun, 1893
- Chionoecetes bairdi Rathbun, 1893
- Chionoecetes elongatus Rathbun, 1925
- Chionoecetes japonicus Rathbun, 1932
- Chionoecetes opilio (Fabricius, 1788)
- Chionoecetes pacificus Sakai, 1978
- Chionoecetes tanneri Rathbun, 1893